# Niksar
Niksar là một huyện thuộc tỉnh Tokat, Thổ Nhĩ Kỳ. Huyện có diện tích 918 km² và dân số thời điểm năm 2007 là 64941 người, mật độ 71 người/km².